# Ikere-Ekiti
Ikere-Ekiti – miasto w Nigerii, w stanie Ekiti. Według danych szacunkowych na rok 2009 liczy 72 469 mieszkańców..